# Il canto della vita (romanzo)
Il canto della vita (Songmaster) è un romanzo di genere science fantasy del 1980 di Orson Scott Card.

## Storia editoriale
L'origine del romanzo è nel racconto Mikal's Songbird pubblicato sulla rivista Analog Science Fiction and Fact nel maggio 1978. Il racconto ebbe particolare successo e venne anche inserito tra i finalisti del premio Nebula per il miglior racconto, pertanto Card scelse di riprenderne la trama, ampliandola e farne un romanzo.

## Trama
Nel futuro, in un'epoca in cui l'imperatore Mikal ha riunito l'intera galassia sotto il proprio dominio, alcune persone vengono istruite fin da piccoli tramite la Casa dei Canti del pianeta Tew. Queste persone apprendono come diventare Usignoli, ovvero persone che tramite il proprio canto possono amplificare le sensazioni positive e negative degli esseri umani. Il romanzo segue le vicende dello studente Ansset e delle persone che lo circondano.